# Pop delavnica
Pop delavnica je bila slovenska glasbena prireditev. Prvič je bila organizirana pod imenom Prisluhnite, izberite leta 1983 kot nekakšen nadomestek Slovenske popevke. Kot idejni vodja, urednik in producent je prireditev formiral Tadej Hrušovar. V začetku so v oddaji Prisluhnite, izberite poslušalci vsak teden med petimi glasbenimi novostmi izbirali svojega favorita. Na koncu se je 16 finalistov predstavilo še v televizijski oddaji, ki je nato dala zmagovalca.

### Zmagovalci festivala
| 1983 | Športna dvorana Marof Novo mesto                                                                                 | Športna dvorana Marof Novo mesto                              | Športna dvorana Marof Novo mesto       | Športna dvorana Marof Novo mesto       |
| Občinstvo | Najdaljši aplavz                                                                                                 | Najobetavnejši izvajalec                                      | Najboljše besedilo                     | Najboljše besedilo                     |
| --- | --- | ------------------------------------------------------------- | -------------------------------------- | -------------------------------------- |
| 1. Čudežna polja - Ljubo doma, kdor ga ima 2. F+ - Lili 3. 12. nadstropje - Manekenka                                              | Drevored - Tvoja pisma                                                                                           | Avtomobili - Vsi ti fantje                                    | Nace Junkar - Ti si moja melodija      | Nace Junkar - Ti si moja melodija      |
| 1984 | Rdeča dvorana, Velenje                                                                                           | Rdeča dvorana, Velenje                                        | Rdeča dvorana, Velenje                 | Rdeča dvorana, Velenje                 |
| Občinstvo | Strokovna žirija                                                                                                 | Največje število glasov v dvorani                             | Največje število glasov v dvorani      | Najboljši nastop                       |
| 1. Gu-gu - Želim si na Jamajko 2. F+ - Ali še luč gori? 3. Čudežna polja - Poštar zvoni samo dvakrat                               | Janez Bončina - Benč - Ob šanku                                                                                  | Šank rock                                                     | Šank rock                              | Gu-gu                                  |
| 1985 | Studio 1 TV Ljubljana, Ljubljana                                                                                 | Studio 1 TV Ljubljana, Ljubljana                              | Studio 1 TV Ljubljana, Ljubljana       | Studio 1 TV Ljubljana, Ljubljana       |
| Žirije poslušalcev radijskih postaj                                                                                                | Žirije poslušalcev radijskih postaj                                                                              | Strokovna žirija Stopa                                        | Strokovna žirija Stopa                 | Strokovna žirija Stopa                 |
| 1. Janez Bončina - Benč - Navali narod na gostilne 2. Agropop - Paradni tango 3. Bazar - Poišči me                                 | 1. Janez Bončina - Benč - Navali narod na gostilne 2. Agropop - Paradni tango 3. Bazar - Poišči me               | Martin Krpan - Njen trenutek prihaja                          | Martin Krpan - Njen trenutek prihaja   | Martin Krpan - Njen trenutek prihaja   |
| 1986 | Studio 2 TV Ljubljana, Ljubljana                                                                                 | Studio 2 TV Ljubljana, Ljubljana                              | Studio 2 TV Ljubljana, Ljubljana       | Studio 2 TV Ljubljana, Ljubljana       |
| Občinstvo | Strokovna komisija                                                                                               | Najbolj obetavni izvajalec                                    | Najboljši scenski nastop               | Najboljši scenski nastop               |
| 1. Obvezna smer - Srce je popotnik 2. Gu-gu - Ljubil bi se 3. Četrta dimenzija - Zadnja avantura Martin Krpan - Od višine se zvrti | Božidar Wolfand - Wolf - Suženj ritma Panda - Lino                                                               | Pink Panter - Le tebe si želim Virtuozi - Mi vam ne verjamemo | Peter Pan                              | Peter Pan                              |
| 1987 | Vipolže, Goriška brda                                                                                            | Vipolže, Goriška brda                                         | Vipolže, Goriška brda                  | Vipolže, Goriška brda                  |
| Občinstvo | Strokovna komisija                                                                                               | Najboljša izvedba                                             | Najbolj perspektivna skupina           | Najboljši scenski nastop               |
| 1. Janez Bončina - Benč - Poet Bianco - Gremo na pizzo                                                                             | Janez Bončina - Benč - Poet                                                                                      | Mojca Vižintin (Rose)                                         | Davor Pink & Panter Kaja - Čarobna moč | Igra                                   |
| 1988 | Športni park Vrhnika                                                                                             | Športni park Vrhnika                                          | Športni park Vrhnika                   | Športni park Vrhnika                   |
| Občinstvo | Strokovna komisija                                                                                               | Najbolj obetavna skupina                                      | Najboljše besedilo                     | Najboljši scensko-vizualni nastop      |
| 1. Avtomobili - Ne morem nazaj | Cafe - Tvoja | Cafe                                                          | Vlado Kreslin, Mali bogovi             | Jonathan Jon - Krila najine ljubezni   |
| 1989 | Rekreacijski center Murska Sobota                                                                                | Rekreacijski center Murska Sobota                             | Rekreacijski center Murska Sobota      | Rekreacijski center Murska Sobota      |
| Občinstvo | Strokovna žirija                                                                                                 | Strokovna žirija                                              | Najboljše besedilo                     | Najboljše besedilo                     |
| 1. Pop Design - Odhajam v »life« 2. Tom Tom - Zvezde vedo 3. Panda - Ohranimo našo vrsto                                           | Boogie - Pridi nocoj na ples                                                                                     | Boogie - Pridi nocoj na ples                                  | Šan von Greier - Drugačna (Caffe)      | Šan von Greier - Drugačna (Caffe)      |
| 1990 | Vojščica | Vojščica                                                      | Vojščica                               | Vojščica                               |
| Občinstvo | Strokovna komisija                                                                                               | Najobetavnejši izvajalec/debitant                             | Najboljše besedilo                     | Najboljši nastop oz. interpretacija    |
| 1. Avtomobili - Pot domov 2. Panda - Daleč stran 3. Don Mentony Band - Rekla je ne                                                 | 1. Don Mentony Band - Rekla je ne 2. Capuccino - Zahvala 3. Betty Blue - Sama sva Čuki - Vso srečo ti želim      | Ognjemet - Motor                                              | /                                      | /                                      |
| 1991 | Griže pri Žalcu                                                                                                  | Griže pri Žalcu                                               | Griže pri Žalcu                        | Griže pri Žalcu                        |
| Občinstvo | Strokovna komisija                                                                                               | Najobetavnejši izvajalec/debitant                             | Najboljše besedilo                     | Najboljši nastop oz. interpretacija    |
| 1. Pop Design - Solza 2. Avtomobili - Drugačno nebo 3. Tomaž Domicelj - Si-Si-Simona                                               | 1. Chateau - Objemi me 2. Zoran Predin & Los malancanos - Skuštrana 3. Damjana & Hot Hot Hot - Če bi mi srce dal | /                                                             | /                                      | /                                      |
| 1992 | Stari trg Idrija                                                                                                 | Stari trg Idrija                                              | Stari trg Idrija                       | Stari trg Idrija                       |
| Občinstvo | Strokovna komisija                                                                                               | Najobetavnejši izvajalec/debitant                             | Najboljše besedilo                     | Najboljši nastop oz. interpretacija    |
| Avtomobili - Obljubljena | 1. Damjana Golavšek - Igra 2. Alenka Godec - Sanje 3. Lačni Franz - Gate na glavo                                | Društvo mrtvih pesnikov - Ko te ni                            | /                                      | Alenka Godec                           |
| 1993 | Kulturni center Srečka Kosovela Sežana                                                                           | Kulturni center Srečka Kosovela Sežana                        | Kulturni center Srečka Kosovela Sežana | Kulturni center Srečka Kosovela Sežana |
| Občinstvo | Strokovna komisija                                                                                               | Najobetavnejši izvajalec/debitant                             | Najboljše besedilo                     | Najboljši nastop oz. interpretacija    |
| 1. Avtomobili - Nazaj 2. Agropop - Lisičke Šank rock - Puščava sna                                                                 | Društvo mrtvih pesnikov - Ko prižgeš nov dan                                                                     | Dominik Kozarič - Vsaj nekaj                                  | /                                      | /                                      |

Na festivalu so nastopili (in bili nagrajeni) tudi:
- 1990: Maj – Rega regi (priznanje za izvirnost)
- 1990: Vertigo – Ptice (priznanje za glasbeni izraz)
- 1992: Panda – Le sebe še imam
- 1993: Jan Plestenjak – Naj stvari so tri (nagrada za najmodernejšo glasbo)
- 1993: Mika – Ob tebi sem, tudi ko te ni